# Meret Lüthi
Meret Lüthi (* 1977 oder 1978 in Bern) ist eine Schweizer klassische Violinistin und Konzertmeisterin.

## Leben und Werk
Meret Lüthi studierte an der Hochschule der Künste Bern bei Monika Urbaniak Lisik und bei Eva Zurbrügg Violine. Hier erwarb sie sich ihr Lehr- und Konzertdiplom mit Auszeichnung. Zeitgleich dazu, von 2000 bis 2003, studierte sie als Mitglied des Amaryllis Quartetts bei Walter Levin an der Musik-Akademie der Stadt Basel. Anschliessend absolvierte sie bei Anton Steck ein Vertiefungsstudium für Barockvioline an der Staatlichen Musikhochschule Trossingen. Zur weiteren Ausbildung nahm sie an Meisterkursen von Igor Ozim, Christian Altenburger, Thomas Brandis, Ingolf Turban und Gerhard Schulz teil. Meret Lüthi wurde in ihrer Ausbildung durch Stipendien der Kiefer Hablitzel Stiftung und des Kiwanis Clubs Bern gefördert. 2007 wurde sie Preisträgerin beim Deutschen Hochschulwettbewerb für Alte Musik.
Lüthi leitet seit 2008 als Konzertmeisterin das von ihr mitgegründete Barockorchester Les Passions de l’Ame. In der gleichen Position hatte sie zuvor schon bei dem belgischen Ensemble B’Rock gewirkt. Sie spielte auch als Gast im Freiburger Barockorchester. Sie widmete sich auch intensiv der Kammermusik.
Lüthi unterrichtete als Gastdozentin an der Musikhochschule Antwerpen. Aktuell wirkt sie als Dozentin für Barockvioline und Historische Aufführungspraxis an der Hochschule der Künste Bern.
2017 wurde Lüthi «für ihr langjähriges und herausragendes musikalisches Wirken» mit dem Musikpreis des Kantons Bern ausgezeichnet. 2020 erhielt sie «für ihr langjähriges Schaffen und Forschen in ihrem Spezialgebiet» zusammen mit der Sängerin und Songwriterin Shirley Grimes den Kulturpreis 2020 der Bürgi-Willert-Stiftung.